# Knölnosad skoläst
Knölnosad skoläst (Nezumia aequalis) är en djuphavsfisk i familjen skolästfiskar, och förekommer längs atlantkusterna från Nordatlanten till östra Sydamerika och Västafrika.

## Utseende
Alla skolästfiskar har stort huvud och en bakåt avsmalnande kropp, som slutar i en lång, smal, svansliknande stjärt. Knölnosad skoläst har tre knölar på nosen, samt en liten skäggtöm under hakan. Fjällen är små och taggförsedda. Analfenan och bakre ryggfenan är mycket långa, den senare med mycket korta fenstrålar. Ögonen är stora. Fenorna (utom den knappt synliga bakre ryggfenan) har svarta kanter, medan kroppen är blå till violett med ett svart, fjällöst område kring anus. Huvudet är mera brunaktigt till mörkfärgat. Undersidan är silverfärgad. Den kan bli 36 cm lång, men håller sig vanligen kring 25 cm.

## Utbredning
Den knölnosade skolästen finns i Atlanten. På östra sidan från Färöarna, kring Brittiska öarna, via Medelhavet till norra Angola; på västra sidan från Davis sund till norra Brasilien.

## Ekologi
Arten förekommer nära botten på djup mellan 200 och 300 meter, där den lever på ryggradslösa djur som maskar, mindre räkor, pungräkor, märlkräftor, hoppkräftor, gråsuggor och musselkräftor. Arten kan bli åtminstone 9 år gammal.